# كارلوس هيرنان سيلفا فالديز
كارلوس هيرنان سيلفا فالديز هو سياسي مكسيكي، ولد في 28 يناير 1954 في أوروابان في المكسيك. نشط حزبياً في حزب الثورة الديمقراطية. وقد انتخب عضو مجلس النواب المكسيك ‏.